# Inveresk
Inveresk (en gaélique écossais : Inbhir Easg) est un village de l'East Lothian en Écosse.